# Toco (Cochabamba)
Toco (auch: Toko) ist eine Ortschaft im Departamento Cochabamba im südamerikanischen Andenstaat Bolivien.

## Lage im Nahraum
Toco liegt in der Provinz Germán Jordán und ist der zentrale Ort des Municipios Toko und liegt auf der 490 km² großen fruchtbaren Hochebene des Valle Alto. Die Ortschaft liegt auf einer Höhe von 2740 m am rechten Ufer des Río Cliza, etwa 20 Kilometer entfernt vom Rand der Cordillera Oriental, die bei dem nordöstlich von Toco gelegenen San Benito auf über 4100 m ansteigt.

## Geographie
Cliza liegt im Übergangsbereich zwischen der Anden-Gebirgskette der Cordillera Central und dem bolivianischen Tiefland. Die mittlere Durchschnittstemperatur der Region liegt bei etwa 18 °C (siehe Klimadiagramm Cochabamba) und schwankt nur unwesentlich zwischen 14 °C im Juni/Juli und 20 °C im Oktober/November. Der Jahresniederschlag beträgt nur rund 450 mm, bei einer ausgeprägten Trockenzeit von Mai bis September mit Monatsniederschlägen unter 10 mm, und einer Feuchtezeit von Dezember bis Februar mit 90 bis 120 mm Monatsniederschlag.

## Verkehr
Toco liegt in einer Entfernung von 45 Straßenkilometern südöstlich von Cochabamba, der Hauptstadt des gleichnamigen Departamentos.
Von Cochabamba aus führt die asphaltierte Nationalstraße Ruta 7 in südöstlicher Richtung 33 Kilometer bis Tolata, von dort auf der Ruta 4305 über acht Kilometer weiter nach Süden bis nach Cliza und weitere vier Kilometer bis Toco.

## Bevölkerung
Die Einwohnerzahl der Ortschaft ist in den vergangenen beiden Jahrzehnten um etwa die Hälfte angestiegen:
| Jahr | Einwohner | Quelle       |
| ---- | --------- | ------------ |
| 1992 | 956       | Volkszählung |
| 2001 | 827       | Volkszählung |
| 2012 | 1450      | Volkszählung |
| 2024 |           | Volkszählung |

Die Region weist einen hohen Anteil an Quechua-Bevölkerung auf, im Municipio Toko sprechen 97,3 Prozent der Bevölkerung Quechua.